# Glud & Marstrand-LRØ/Saison 2011
Dieser Artikel listet Erfolge und Mannschaft des Radsportteams Glud & Marstrand-LRØ in der Saison 2011 auf.

## Erfolge in der Europe Tour
| Datum       | Rennen                           | Kat. | Fahrer         |
| ----------- | -------------------------------- | ---- | -------------- |
| 22. März    | 2. Etappe Tour de Normandie      | 2.2  | Thomas Kvist   |
| 8. April    | 1. Etappe Circuit des Ardennes   | 2.2  | Troels Vinther |
| 23. April   | Grand Prix Herning               | 1.1  | Troels Vinther |
| 15. Mai     | 4. Etappe Rhône-Alpes Isère Tour | 2.2  | Thomas Kvist   |
| 12. Juni    | 3. Etappe Flèche du Sud          | 2.2  | Lasse Bøchman  |
| 9.–13. Juni | Gesamtwertung Flèche du Sud      | 2.2  | Lasse Bøchman  |

## Zugänge – Abgänge
| Zugänge         | Team 2010                            | Abgänge                  | Team 2011                            |
| --------------- | ------------------------------------ | ------------------------ | ------------------------------------ |
| Thomas Kvist    | Quick Step                           | Mads Christensen         | Saxo Bank SunGard                    |
| Daniel Foder    | Team Concordia Forsikring-Himmerland | Ricky Jørgensen          | Team Concordia Forsikring-Himmerland |
| Kasper Jebjerg  | Team Designa Køkken-Blue Water       | Michael Tronborg         | Team Differdange-Magic-SportFood.de  |
| Jimmi Sørensen  | Team Designa Køkken-Blue Water       | Mathias Frosthom         | Unbekannt                            |
| Michael Valgren | Neoprofi                             | Thomas Juul (bis 31.07.) | Unbekannt                            |
| Thomas Juul     | Neoprofi                             |                          |                                      |

## Mannschaft
| Name                | Geburtstag        | Nationalität |
| ------------------- | ----------------- | ------------ |
| Michael Valgren     | 7. Februar 1992   | Dänemark     |
| Michael Berling     | 24. April 1982    | Dänemark     |
| Lasse Bøchman       | 13. Juni 1983     | Dänemark     |
| Daniel Foder        | 7. April 1983     | Dänemark     |
| Mathias Gade        | 5. Februar 1990   | Dänemark     |
| Kasper Jebjerg      | 21. März 1985     | Dänemark     |
| Christian Jørgensen | 13. November 1987 | Dänemark     |
| Kasper Jørgensen    | 23. August 1984   | Dänemark     |
| Christopher Juul    | 6. Juli 1989      | Dänemark     |
| Thomas Kvist        | 18. August 1987   | Dänemark     |
| Jacob Nielsen       | 12. Januar 1978   | Dänemark     |
| Niki Østergaard     | 21. Januar 1988   | Dänemark     |
| Jimmi Sørensen      | 7. November 1990  | Dänemark     |
| Troels Vinther      | 24. Februar 1987  | Dänemark     |

## Platzierungen in UCI-Ranglisten
UCI America Tour 2011
|     | Fahrer           | Punkte |
| --- | ---------------- | ------ |
| 47. | Christopher Juul | 44     |

UCI Asia Tour 2011
|      | Fahrer         | Punkte |
| ---- | -------------- | ------ |
| 111. | Daniel Foder   | 26     |
| 333. | Kasper Jebjerg | 2      |

UCI Europe Tour 2011
|       | Fahrer              | Punkte |
| ----- | ------------------- | ------ |
| 90.   | Troels Vinther      | 137    |
| 194.  | Lasse Bøchman       | 82     |
| 264.  | Daniel Foder        | 59     |
| 441.  | Kasper Jebjerg      | 35     |
| 455.  | Thomas Kvist        | 34     |
| 587.  | Christian Jørgensen | 22     |
| 752.  | Niki Østergaard     | 12     |
| 820.  | Jimmi Sørensen      | 10     |
| 878.  | Christopher Juul    | 8      |
| 987.  | Jacob Nielsen       | 6      |
| 1139. | Kasper Jørgensen    | 3      |